# Lago Panguipulli
Lago Panguipulli är en sjö i Chile.   Den ligger i regionen Región de Los Lagos, i den södra delen av landet, 700 km söder om huvudstaden Santiago de Chile. Lago Panguipulli ligger 131 meter över havet. Arean är 116 kvadratkilometer. Den sträcker sig 24,8 kilometer i nord-sydlig riktning, och 22,4 kilometer i öst-västlig riktning.
Följande samhällen ligger vid Lago Panguipulli:
- Panguipulli (16 312 invånare)

I omgivningarna runt Lago Panguipulli växer i huvudsak blandskog. Runt Lago Panguipulli är det glesbefolkat, med 11 invånare per kvadratkilometer.